# Federico II di Brunswick-Lüneburg
Federico II di Brunswick-Lüneburg, conosciuto come Federico il Pio, in tedesco Friedrich der Fromme (1418 – Celle, 19 marzo 1478), fu duca di Brunswick-Lüneburg. Governò il Principato di Lüneburg dal 1434 al 1457 e dal 1471 fino alla sua morte.

## Biografia
Dopo la morte di suo padre Bernardo, Federico governò il Principato di Lüneburg assieme a suo fratello Ottone. 
I punti salienti del regno dei due fratelli furono l'espansione del Castello di Celle e l'attuarzione numerose riforme volte a migliorare la posizione legale degli agricoltori nei confronti dei proprietari terrieri. 
Dopo la morte di Ottone nel 1446, Federico governò il principato come unico sovrano. Nel 1452 fece costruire un monastero presso Heylig Kreuz accogliendovi dei frati francescani.
Nel 1457 abdicò, lasciando il governo del principato a suo figlio Bernardo, ed entrò in monastero. Nel 1471, però, dopo la morte del suo secondo figlio Ottone, succeduto nel frattempo a Bernardo, Federico lasciò la vita monastica e tornò al potere come duca, dal momento che suo nipote Enrico, unico figlio di Ottone, era ancora un infante.
Federico morì nel 1478 e fu sepolto nella chiesa del monastero che lui stesso aveva fondato.

## Matrimonio e discendenza
Nel 1437 Federico II sposò  Maddalena di Hohenzollern (1412–1454), figlia di Federico I, Elettore di Brandeburgo, ed ebbe i seguenti figli:
- Bernardo (1437/38 - 1464), Duca di Brunswick-Lüneburg.
- Ottone (1439–1471), Duca di Brunswick-Lüneburg.
- Goffredo (1441-1465)
- Margherita (1442–1512), sposò Enrico, duca di Meclemburgo-Stargard.

## Ascendenza
|                                     |                                  |                                 | Genitori                  |  |  | Nonni |  |  | Bisnonni                           |  |  | Trisnonni                        |  |
|                                     |                                  |                                 |                           |  |  |       |  |  | Magnus I di Brunswick-Wolfenbüttel |  |  | Alberto II di Brunswick-Lüneburg |  |
|                                     |                                  |                                 |                           |  |  |       |  |  | Magnus I di Brunswick-Wolfenbüttel |  |  | Alberto II di Brunswick-Lüneburg |  |
|                                     |                                  | Rixa di Werle                   |                           |  |  |       |  |  | Magnus I di Brunswick-Wolfenbüttel |  |  |                                  |  |
| Magnus II di Brunswick-Wolfenbüttel |                                  |                                 |                           |  |  |       |  |  | Magnus I di Brunswick-Wolfenbüttel |  |  |                                  |  |
|                                     |                                  | Sofia di Brandeburgo            | Enrico I di Brandeburgo   |  |  |       |  |  |                                    |  |  |                                  |  |
|                                     |                                  | Sofia di Brandeburgo            | Enrico I di Brandeburgo   |  |  |       |  |  |                                    |  |  |                                  |  |
|                                     |                                  | Sofia di Brandeburgo            | …                         |  |  |       |  |  |                                    |  |  |                                  |  |
| Bernardo I di Brunswick-Lüneburg    |                                  | Sofia di Brandeburgo            |                           |  |  |       |  |  |                                    |  |  |                                  |  |
|                                     |                                  | Bernardo III di Anhalt-Bernburg | …                         |  |  |       |  |  |                                    |  |  |                                  |  |
|                                     |                                  | Bernardo III di Anhalt-Bernburg | …                         |  |  |       |  |  |                                    |  |  |                                  |  |
|                                     |                                  | Bernardo III di Anhalt-Bernburg | …                         |  |  |       |  |  |                                    |  |  |                                  |  |
| Caterina di Anhalt-Bernburg         |                                  | Bernardo III di Anhalt-Bernburg |                           |  |  |       |  |  |                                    |  |  |                                  |  |
|                                     |                                  | …                               | …                         |  |  |       |  |  |                                    |  |  |                                  |  |
|                                     |                                  | …                               | …                         |  |  |       |  |  |                                    |  |  |                                  |  |
|                                     |                                  | …                               | …                         |  |  |       |  |  |                                    |  |  |                                  |  |
| Federico II di Brunswick-Lüneburg   |                                  | …                               |                           |  |  |       |  |  |                                    |  |  |                                  |  |
|                                     | Rodolfo I di Sassonia-Wittenberg | Alberto II di Sassonia          |                           |  |  |       |  |  |                                    |  |  |                                  |  |
|                                     | Rodolfo I di Sassonia-Wittenberg | Alberto II di Sassonia          |                           |  |  |       |  |  |                                    |  |  |                                  |  |
|                                     | Rodolfo I di Sassonia-Wittenberg | Agnese d'Asburgo                |                           |  |  |       |  |  |                                    |  |  |                                  |  |
| Venceslao I di Sassonia-Wittenberg  | Rodolfo I di Sassonia-Wittenberg |                                 |                           |  |  |       |  |  |                                    |  |  |                                  |  |
|                                     |                                  | Agnese di Lindow-Ruppin         | Ulrico I di Lindow-Ruppin |  |  |       |  |  |                                    |  |  |                                  |  |
|                                     |                                  | Agnese di Lindow-Ruppin         | Ulrico I di Lindow-Ruppin |  |  |       |  |  |                                    |  |  |                                  |  |
|                                     |                                  | Agnese di Lindow-Ruppin         | Adelheid von Schladen     |  |  |       |  |  |                                    |  |  |                                  |  |
| Margherita di Sassonia              |                                  | Agnese di Lindow-Ruppin         |                           |  |  |       |  |  |                                    |  |  |                                  |  |
|                                     |                                  | Francesco I da Carrara          | Giacomo II da Carrara     |  |  |       |  |  |                                    |  |  |                                  |  |
|                                     |                                  | Francesco I da Carrara          | Giacomo II da Carrara     |  |  |       |  |  |                                    |  |  |                                  |  |
|                                     |                                  | Francesco I da Carrara          | Lieta di Montemerlo       |  |  |       |  |  |                                    |  |  |                                  |  |
| Cecilia da Carrara                  |                                  | Francesco I da Carrara          |                           |  |  |       |  |  |                                    |  |  |                                  |  |
|                                     |                                  | Fina Buzzacarini                | Pataro Buzzacarini        |  |  |       |  |  |                                    |  |  |                                  |  |
|                                     |                                  | Fina Buzzacarini                | Pataro Buzzacarini        |  |  |       |  |  |                                    |  |  |                                  |  |
|                                     |                                  | Fina Buzzacarini                | …                         |  |  |       |  |  |                                    |  |  |                                  |  |
|                                     |                                  | Fina Buzzacarini                |                           |  |  |       |  |  |                                    |  |  |                                  |  |